# Büyükteflek, Çiçekdağı
Büyükteflek là một xã thuộc huyện Çiçekdağı, tỉnh Kırşehir, Thổ Nhĩ Kỳ. Dân số thời điểm năm 2010 là 288 người.